# Virtual Villagers (серия игр)
Virtual Villagers — серия компьютерных стратегий непрямого управления (симулятор бога) выпускаемых с 2006 по 2010 год компанией LDW Software. В настоящий момент серия насчитывает пять частей, последние две из которых (IV—V) выпущены в 2010.

## Описание игры
В игре вам предстоит управлять племенем живущим на острове Изола (Isola). Как и во всех играх подобного жанра (симулятор бога) вы не можете напрямую отдавать приказы своим островитянам. Можно только переносить (рукой) островитян к месту действия (например, как в Dungeon Keeper).
Как и во многих играх этого жанра каждый островитянин — это личность со своими привычками и вкусами. Кто-то боится темноты, а кто-то любит рыбу. Также островитяне различаются по полу, возрасту и имеющимся навыкам.
Прохождение игры состоит в решении загадок (Puzzle) — пазлов. По мере открытия новых пазлов, расширяется ваше племя, а также растет ваша божественная мощь. Также в игре присутствуют в зачаточном виде технологии, позволяющие выполнять действия быстрее.